# Bahnhof Berlin-Nikolassee
Der Bahnhof Berlin-Nikolassee ist ein Bahnhof der Berliner S-Bahn. Er liegt im Berliner Ortsteil Nikolassee des Bezirks Steglitz-Zehlendorf. Der Bahnhof besteht aus zwei betrieblich unabhängigen Haltepunkten. Im Betriebsstellenverzeichnis wird der Bahnsteig an der Wannseebahn mit NIW, der Bahnsteig an der verlängerten Stadtbahn (parallel zur Wetzlarer Bahn) mit NIS bezeichnet. Es halten hier die S-Bahn-Linien S1 und S7.

## Geschichte
Die Initiative zum Bau des Bahnhofs ergriff die Grundstücksgesellschaft Heimstätten AG, die die Villenkolonie Nikolassee erschließen wollte. Der Bahnhof war für den Erfolg der Gründung des Villenvorortes von großer Bedeutung. Daher wurde von 1901 bis 1902 das für die Zeit herausragende Empfangsgebäude nach Entwurf von Fritz Bräuning und Paul Vogler errichtet, das mittelalterliche Bauelemente mit dem Jugendstil verbindet.
Der Bahnhof Nikolassee am Schnittpunkt der Wetzlarer Bahn und der Wannseebahn wurde am 1. Mai 1902 eröffnet. Seit 1928 ist die Wetzlarer Bahn, seit 1933 die Wannseebahn elektrifiziert. Die heutige Form erhielt der Bahnhof zwischen 1934 und 1938. Dabei wurde die Fußgängerverbindung zwischen den Bahnsteigen errichtet und auf der Wetzlarer Bahn der Vorortverkehr vom Fernverkehr getrennt.

## Bedeutung
Der Bahnhof Nikolassee gehört heute zu den ruhigeren Bahnhöfen der Berliner S-Bahn. Als Umsteigebahnhof wird er nur wenig genutzt, da die Wege zwischen den Bahnsteigen relativ lang sind und der Umstieg auf dem Nachbarbahnhof Wannsee bequemer ist.

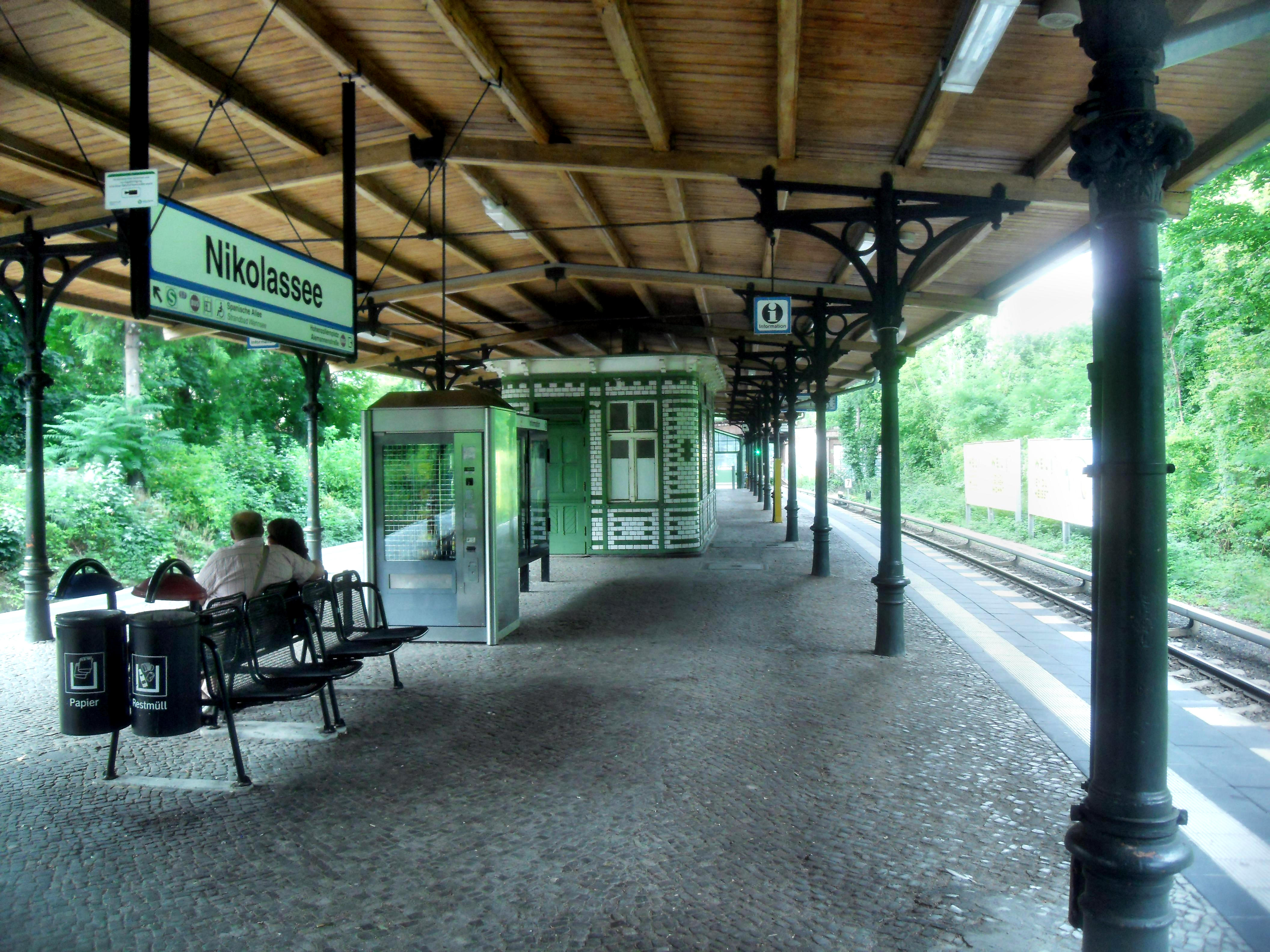
Bahnsteig an der Wannseebahn (Linie S1)
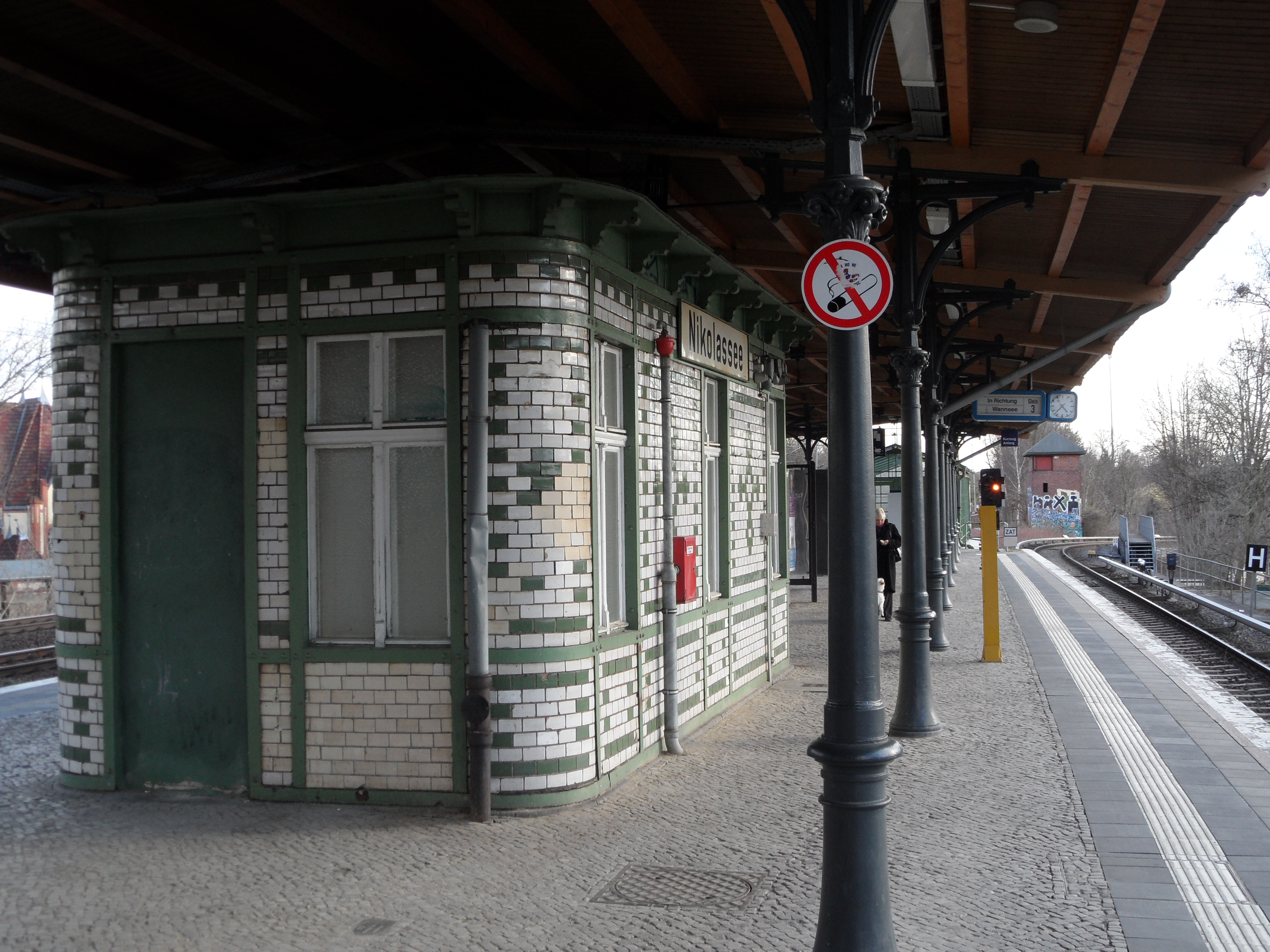
Bahnsteig an der Stadtbahn (Linie S7)

## Anlagen

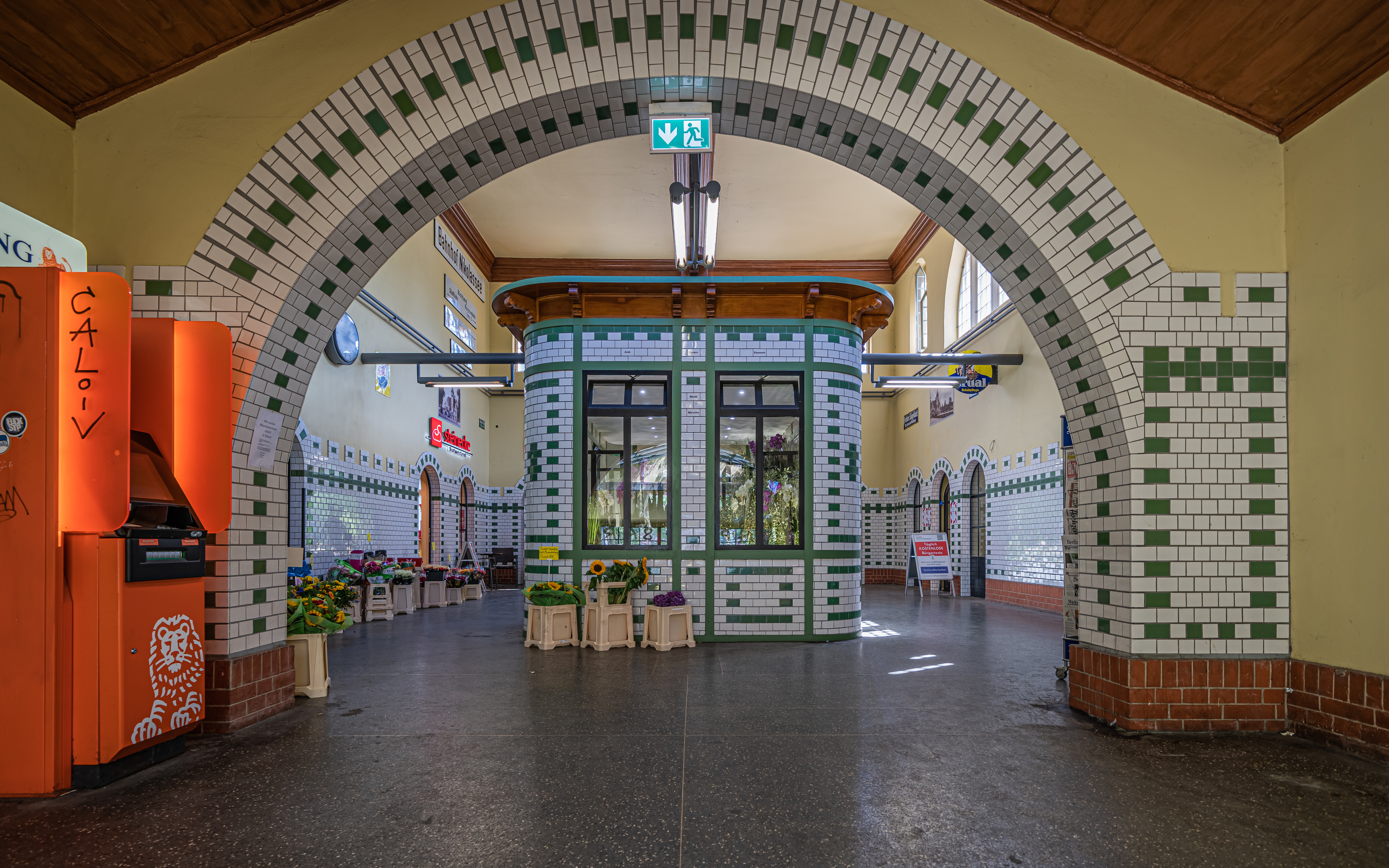
Innenansicht der Bahnhofsgebäudes

Die beiden Haltepunkte liegen nördlich der Überführung der Wetzlarer Bahn über die Wannseebahn. Das südwärts führende S-Bahn-Gleis der Wetzlarer Bahn macht westlich einen Bogen zur Wannseebahn, und auch das östlich gelegene Gütergleis der Wannseebahn macht vor der Unterführung einen Bogen zur Wetzlarer Bahn. Beide Haltepunkte verfügen jeweils über einen Mittelbahnsteig. Am südlichen Ende sind sie mit einem Fußgängertunnel verbunden, an dessen östlichem Eingang das große Empfangsgebäude steht. Im nördlichen Teil der Bahnsteige gibt es eine weitere Verbindung, sie führt vom westlichen Eingang unter der Wetzlarer Bahn und dann über das Gleis der Wannseebahn über eine Treppe herunter auf den Bahnsteig der Wannseebahn.

## Verkehr
Der S-Bahnhof wird von den Linien S1 und S7 der Berliner S-Bahn bedient. Es bestehen Umsteigemöglichkeiten zu den Buslinien 112, 312 (verkehrt saisonal) und N16 der BVG.
| Linie | Verlauf |
| ----- | --- |
|       | Oranienburg – Lehnitz – Borgsdorf – Birkenwerder – Hohen Neuendorf – Frohnau – Hermsdorf – Waidmannslust – Wittenau (Wilhelmsruher Damm) – Wilhelmsruh – Schönholz – Wollankstraße – Bornholmer Straße – Gesundbrunnen – Humboldthain – Nordbahnhof – Oranienburger Straße – Friedrichstraße – Brandenburger Tor – Potsdamer Platz – Anhalter Bahnhof – Yorckstraße (Großgörschenstraße) – Julius-Leber-Brücke – Schöneberg – Friedenau – Feuerbachstraße – Rathaus Steglitz – Botanischer Garten – Lichterfelde West – Sundgauer Straße – Zehlendorf – Mexikoplatz – Schlachtensee – Nikolassee – Wannsee |
|       | Potsdam Hauptbahnhof – Babelsberg – Griebnitzsee – Wannsee – Nikolassee – Grunewald – Westkreuz – Charlottenburg – Savignyplatz – Zoologischer Garten – Tiergarten – Bellevue – Hauptbahnhof – Friedrichstraße – Hackescher Markt – Alexanderplatz – Jannowitzbrücke – Ostbahnhof – Warschauer Straße – Ostkreuz – Nöldnerplatz – Lichtenberg – Friedrichsfelde Ost – Springpfuhl – Poelchaustraße – Marzahn – Raoul-Wallenberg-Straße – Mehrower Allee – Ahrensfelde |